# Indians
«Indians» es el sencillo de la banda Gojira, publicado por la revista francesa RockSound Nº111, correspondiente al mes de marzo.

## Lista de canciones
| N.º | Título          | Duración |  |
| 1.  | «Indians»       | 4:02     |  |
| 2.  | «In the Forest» | 5:31     |  |

## Personal
- Joe Duplantier – voz, guitarra
- Christian Andreu – guitarra
- Jean-Michel Labadie – bajo
- Mario Duplantier – batería